# قارن صوتي

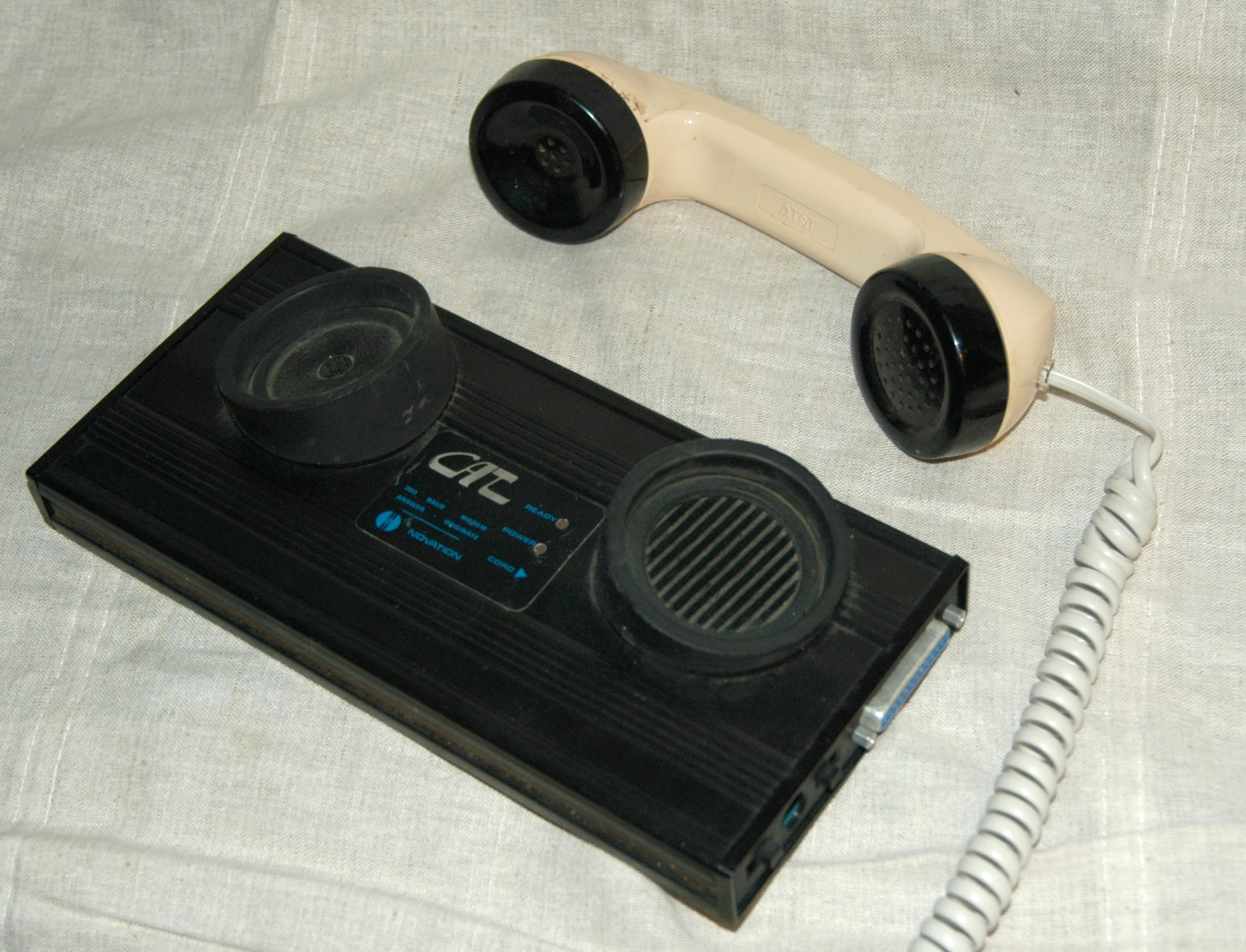
مودم Novation CAT المقترن صوتيًا

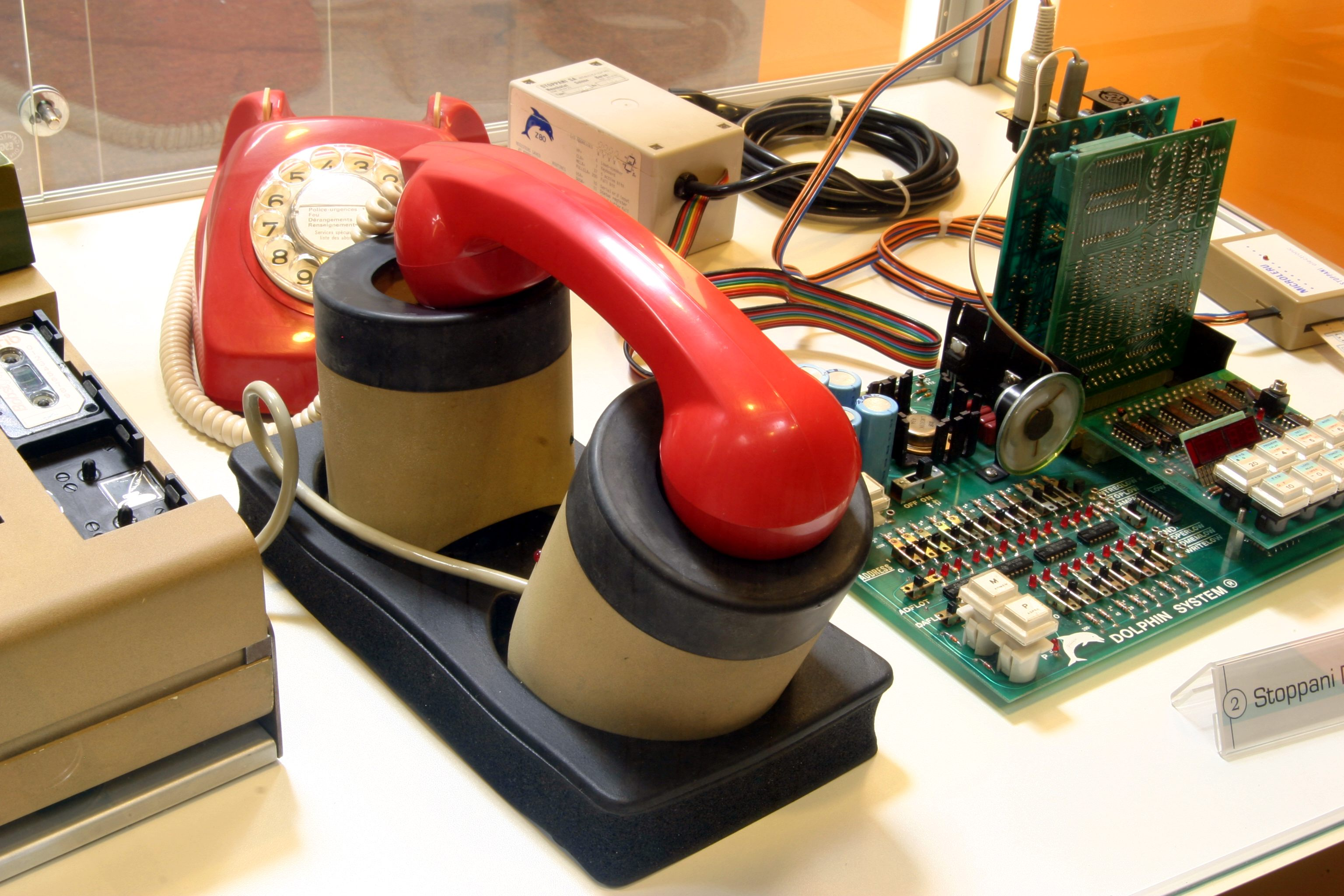

المقرنة الصوتية أو القارن الصوتي في الاتصالات السلكية واللاسلكية هي جهاز واجهة لربط الإشارات الكهربائية بالوسائل الصوتية عادة داخل وخارج الهاتف.